# III. Vologaészész pártus király
III. Vologaészész (pártus nyelven: 𐭅𐭋𐭂𐭔}} Walagash) a Pártus Birodalom királya volt i. sz. 110-től 147-ig. 

## Származása
Vologaészész II. Pakórosz király egyik fia volt. Neve a pártus Walagaš (𐭅𐭋𐭂𐭔) görög változatának (Βολογέσης) átírása. Az újperzsa nyelvben  Balás, a középperzsában Vardáhs formában ismert. Etimológiája ismeretlen.

## Uralkodása

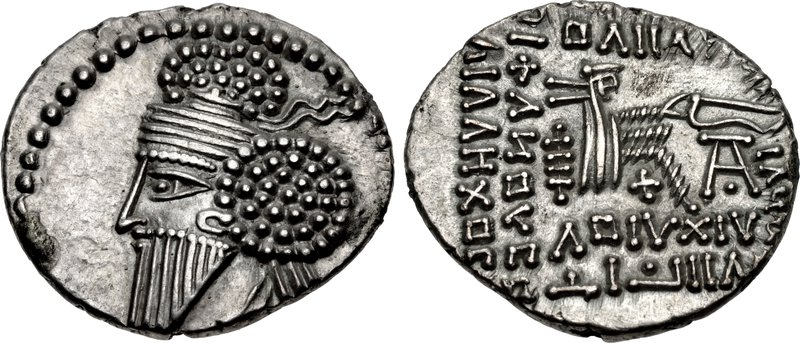
I. Khoszroész pénze

Apja utolsó éveiben maga mellé vette társuralkodónak. 109-ben Pakórosz Khoszroész nevű fivére a trónt magának követelve fellázadt, Pakórosz pedig hamarosan meghalt, fiára hagyva a polgárháború nyűgeit. Khoszroésznak sikerült maga mellé állítani a birodalom nyugati tartományait (beleértve Mezopotámiát), míg Vologaészész keleten továbbra is uralmon maradt. 113-ban Khoszroész elmozdította a vazallus Örményország királyát, Axidarészt (II. Pakórosz egy másik fiát) és helyére Parthamasziriszt ültette (aki szintén Pakórosz fia volt). Ezzel azonban megsértette a Római Birodalommal kötött békeszerződést és Traianus császár erre hivatkozva (és kihasználva a pártus belháborút) hadat üzent. Traianus 114-ben megszállta és római provinciává alakította át Örményországot. 116-ban elfoglalta a pártus fővárosokat, Szeleukeiát és Ktésziphónt; hamarosan pedig egészen a Perzsa-öbölig jutott, ahol adófizetésre kényszerítette az addig pártus vazallus Kharakéné királyságát. Traianus tartott a megszállt terültek lázadásától, ezért nem annektálta azokat, hanem Khoszroész fiát, Parthamaszpatészt Ktésziphónban kinevezte pártus királynak.

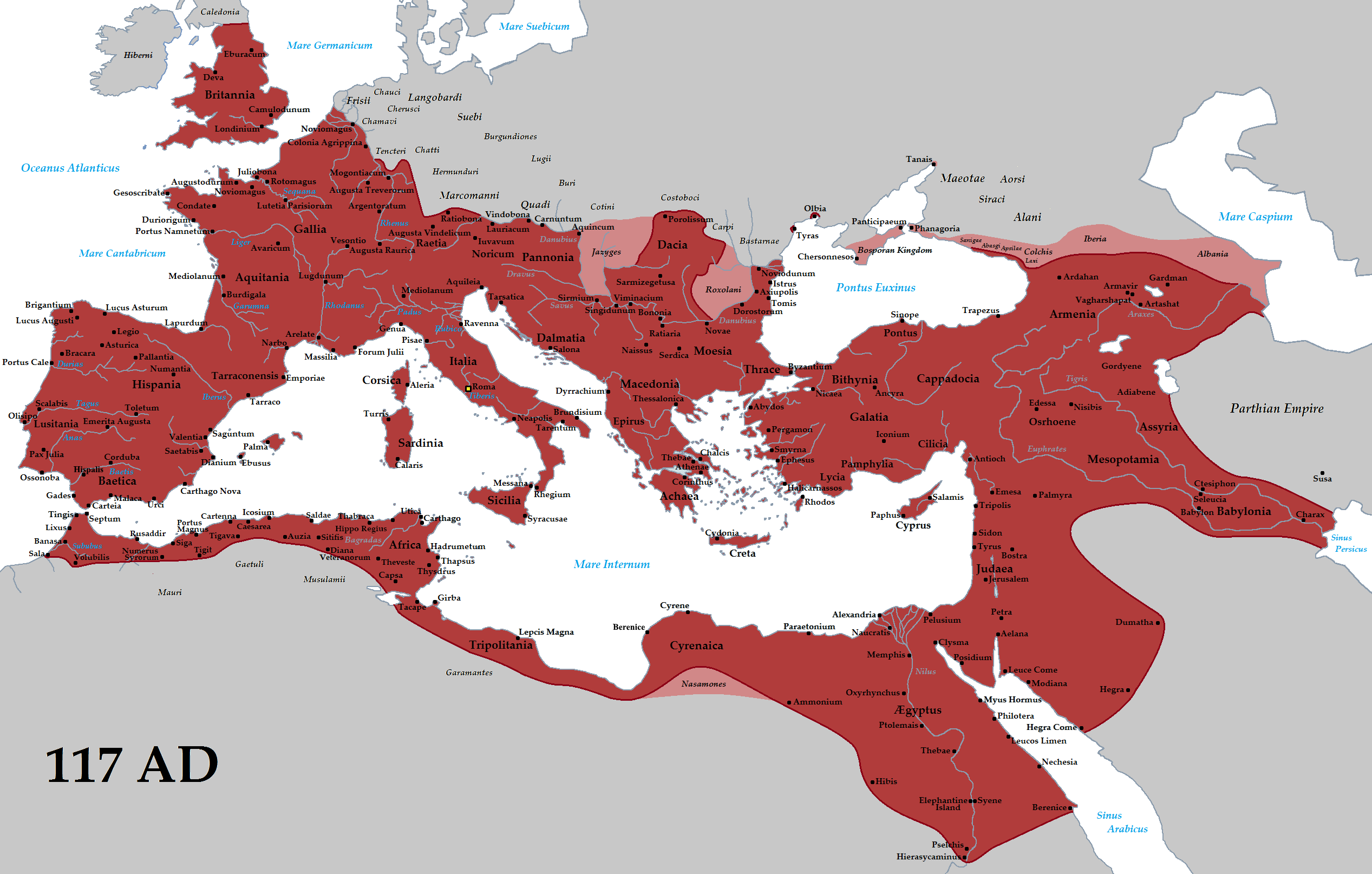
A Római Birodalom Traianus uralkodásának idején

Ennek ellenére felkelés tört ki Babilóniában, fellázadtak a zsidók, Örményországban pedig egy bizonyos Szanatruk állt az elégedetlenkedők élére. Traianus 117-ben meghalt, a felkelők elűzték Parthamaszpatész és visszahívták Khoszroészt. Traianus utóda, Hadrianus feladta a keleti hódításokat és visszaállította a korábbi határokat. Örményorszég trónjára ismét egy pártus herceg, Vologaészész került. A nyugati zűrzavar lehetővé tette, hogy az érintetlen keleti tartományok fölött uralkodó III. Vologaészész visszaszerezze az ellenőrzést az egész birodalom felett, amit 129-re sikerült is megvalósítania.
Szinte azonnal új trónkövetelő jelentkezett V. Mithridatész személyében, akit csak 140-re sikerült legyőzni. Eközben Vologaészésznek új gondokkal is kellett foglalkoznia: 134-ben a kaukázusi Ibéria királya, II. Pharaszmanész rávette a nomád alánokat hogy törjenek be a perzsák és rómaiak területére. Az alánok végigfosztogatták Albaniát, Médiát, Örményországot és Kappadókiát; csak nagy erőfeszítések árán lehetett őket két évvel később kiűzni. Keleten pedig a terjeszkedő Kusán Birodalom követelt figyelmet.
144-ben újabb súrlódásra került sor a Római Birodalommal. Az örmény király halála után Antoninus Pius egy kommagénéi herceget, Caius Iulius Sohaemust ültette az ország trónjára. III. Vologaészész nem tiltakozott; vagy nem érezte elég erősnek magát vagy nem akarta kockára tenni a kereskedelmi útvonalakból származó busás jövedelmeit. Lehetséges hogy vissza akarta foglalni a kusánok által elfoglalt területeket is, legalábbis egy buddhista forrás szerint I. Kaniska ebben az időben visszavert egy pártus támadást.
I. sz. 147-ben V. Mithridatész fia, IV. Vologaészész megdöntötte III. Vologaészész uralmát.

## Pénzei

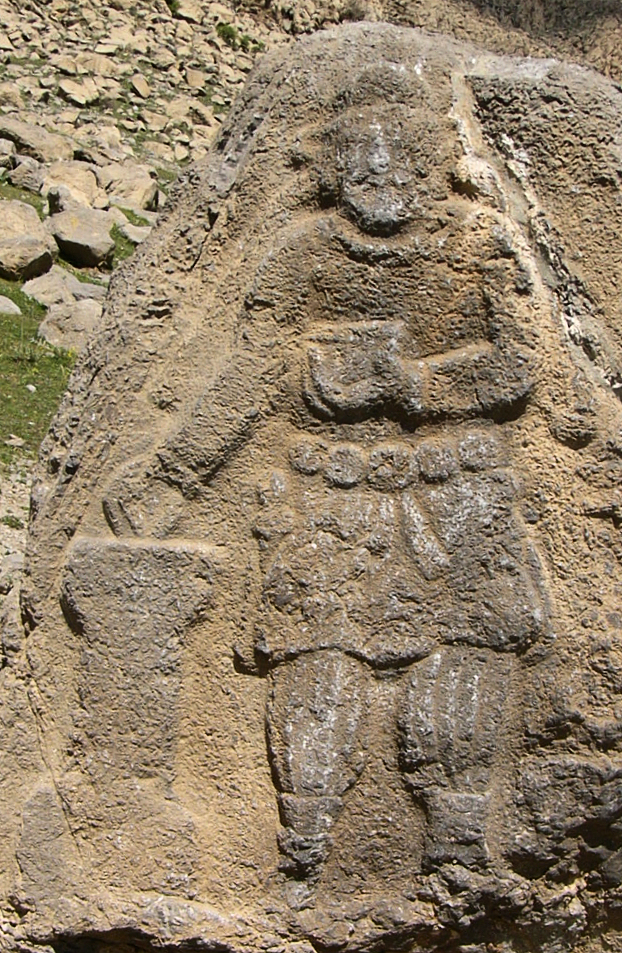
III. Vologaészész a behisztuni szikladomborművön

II. Pakórosz részben felhagyott a korábbi hagyománnyal és az íjjal felfegyverzett ülő királyalak helyett Tükhé istennőt szerepeltette a pénzein. III. Vologaészész visszatért a hagyományokhoz, néha pedig tűztemplom képe is látható a pénzein. Az érmék előlapjain az arcképe látható, ugyanolyan tiarával a fején, mint amilyet apja is viselt.
A Behisztun hegyén talált szikladombormű feltehetően III. Vologaészészt ábrázolja.

## Fordítás
- Ez a szócikk részben vagy egészben  a   Vologases III of Parthia című angol Wikipédia-szócikk ezen változatának fordításán alapul.  Az eredeti cikk szerkesztőit annak laptörténete sorolja fel. Ez a jelzés csupán a megfogalmazás eredetét és a szerzői jogokat jelzi, nem szolgál a cikkben szereplő információk forrásmegjelöléseként.

| Előző uralkodó: II. Pakórosz | Pártus király 110-147 | Következő uralkodó: IV. Vologaészész |